# Microdosagem de psicodélicos
A microdosagem de psicodélicos é a prática do uso de doses sublimiares (microdoses) de drogas psicodélicas serotoninérgicas, na tentativa de aperfeiçoar a criatividade, aumentar o nível de energia física, equilíbrio emocional, aumentar o desempenho em tarefas de solução de problemas e tratar a ansiedade, depressão e dependência. A prática da microdosagem tornou-se mais difundida nos últimos anos, com mais pessoas reivindicando obter benefícios a longo prazo através dessa prática.

## Técnicas

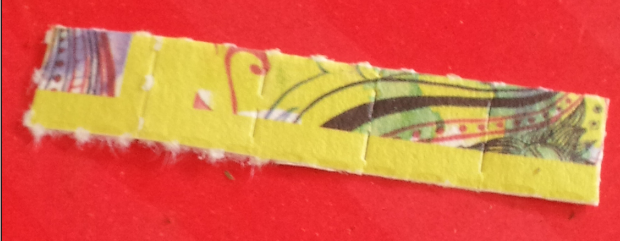
Cinco doses de LSD. 1/10 a 1/20 de uma dose recreativa é considerada microdosagem

As duas drogas psicodélicas mais comuns usadas na microdosagem são a dietilamida do ácido lisérgico (LSD) e a psilocibina (presente em alguns cogumelos psicoativos). Outros psicodélicos que também são utilizados para microdosagem incluem 1P-LSD, mescalina, 4-AcO-DMT, 4-HO-MET, 4-HO-MiPT, 2,5-dimetoxi-4-bromoanfetamina, 2C-B, 2C-D, 2C-E e amida do ácido lisérgico. Uma microdose equivale a, geralmente, 1/10 a 1/20 de uma dose recreativas de uma droga psicodélica. 
Diferentemente do uso recreativo de psicodélicos, os indivíduos que fazem microdose costumam seguir horários rígidos de uso de drogas, geralmente dosando a cada três dias, e afirmam não observar qualquer prejuízo ao seu funcionamento normal.  Em um estudo que avaliou os efeitos de três doses diferentes de LSD em voluntários humanos saudáveis, concluiu-se que a dose limiar de LSD que afetaria o funcionamento normal é a partir de 13μg. Portanto, doses inferiores a esta são consideradas apropriadas para microdosagem com LSD. Uma técnica comum para medir pequenas doses de LSD é a dosagem volumétrica de líquidos.

## Prevalência e demografia
Tanto o gênero quanto a educação afetam a prevalência da microdosagem. Uma pesquisa online constatou que dos 2.437 indivíduos, 13% já haviam praticado microdosagem e 4% praticavam atualmente. As mulheres (n =100) foram menos propensas que os homens (n=188) em relatar a prática de microdosagem. A idade média desses indivíduos que tiveram experiência prévia com microdosagem foi de 33,26. Educação e renda foram altamente correlacionadas com a experiência em microdosagem. Os participantes que relataram microdosagem eram mais propensos a ter níveis mais baixos de renda e níveis mais baixos de educação. Nenhum tipo específico de emprego foi associado à microdese.    

## Motivação
As pesquisas que examinam os motivos dos usuários são majoritariamente baseadas em questionários. As razões pelas quais as pessoas aderem à microdosagem são tanto físicas quanto psicológicas. Um estudo investigou os motivos de microdosagem com psicodélicos em 1.116 usuários através de um questionário online. Os motivos mais comuns apresentados pelos entrevistados foram busca por melhoria de desempenho, melhoramento do humor, alívio de sintomas e curiosidade. Quase metade dos entrevistados alegou ter feito uso de microdoses para ir trabalhar. 
Outro estudo baseou-se em dados coletados de entrevistas com trinta pessoas que haviam feito microdoses. As respostas dos usuários enfatizaram seu papel como cidadãos convencionais, distanciando-se dos estereótipos associados aos usuários de drogas. As motivações para a microdosagem foram semelhantes às do estudo anterior, e incluíam melhora do humor, maior produtividade e aumento da sociabilidade. Embora esta amostra não seja representativa da população de usuários, os resultados ainda fornecem informações sobre as motivações para a microdosagem.  

## Efeitos humanos
A maioria das pesquisas sobre os efeitos da microdosagem até hoje foi baseada em evidências anedóticas. Os efeitos a longo prazo permanecem praticamente desconhecidos. Em um estudo que examinou os relatórios qualitativos de 278 pacientes em tratamento com microdosagem, os pesquisadores concluíram que havia resultados mistos entre os usuários. Alguns usuários experimentaram efeitos positivos, como melhoria do humor e aumento do foco, enquanto outros usuários apresentaram efeitos negativos, como desconforto fisiológico e ansiedade. Estudos mais recentes indicaram resultados cada vez mais positivos nas categorias de: humor aprimorado, foco aprimorado e aprimoramento social.
Em um dos únicos estudos randomizados e duplo-cegos realizados até o momento, as pessoas que receberam microdoses de LSD não tiveram um desempenho melhor  em tarefas cognitivas comparadas às pessoas que receberam placebo.  Esse estudo não teve nenhuma evidência conclusiva sobre se a microdose com LSD tem ou não efeitos terapêuticos para pacientes que sofrem de ansiedade ou distúrbios depressivos, uma vez que todos os participantes estavam saudáveis no momento do estudo. O estudo também analisou usuários que responderam a questionários de humor e realizaram testes comportamentais após receberem uma série de microdoses que variaram de 0 a 26μg de LSD. As únicas mudanças observadas foram uma diminuição na forma como os usuários classificaram a positividade das imagens com conteúdo emocional positivo e um aumento de energia, determinado comportamentalmente, quando comparado aos que receberam doses placebo. 
Outro estudo randomizado, duplo-cego examinou o efeito da microdosagem do LSD na percepção do tempo. Os participantes receberam doses de 5, 10 e 20µg de LSD e foram  avaliados por meio de tarefas de reprodução temporal.  O estudo não mostrou alterações significativas nas pontuações de autorrelato de percepção, atividade mental ou concentração entre os três grupos. Apesar da maioria dos pacientes terem relatados efeitos na percepção temporal após a ingestão do LSD, não houve efeitos psicodélicos significativos. 
Foi realizada uma experiência natural de rótulo aberto para testar os efeitos de trufas psicodélicas microdosantes. Os sujeitos foram medidos em três construtos de criatividade antes e depois da microdosagem: pensamento criativo, pensamento divergente e inteligência fluida.  O pensamento criativo e o pensamento divergente foram medidos usando duas tarefas criativas de solução de problemas; a inteligência fluida foi medida usando uma tarefa de matrizes.  O estudo constatou que o desempenho do pensamento criativo e divergente foi melhorado após a microdosagem, mas a inteligência fluida não foi afetada.  No entanto, as limitações deste estudo, como o cenário natural e o desenho quase experimental, não permitem tirar conclusões causais deste estudo.  Mais pesquisas envolvendo estudos randomizados e controlados por placebo são necessárias para determinar uma relação causal entre microdosagem e criatividade. 
Como as pesquisas sobre microdosagem com psicodélicos são relativamente novas, fazem-se necessários mais estudos com foco em experimentos randomizados, duplo-cegos, a fim de determinar se microdoses possuem algum benefício terapêutico, conforme relatam alguns usuários.

## Estudos em animais
Estudos foram realizados para investigar o efeito da microdosagem em indivíduos animais. Um estudo recente examinou os efeitos da microdosagem de DMT no humor e ansiedade de roedores. A ansiedade e a depressão em roedores machos e fêmeas foram medidas avaliando a "extinção do medo" e aplicando o comportamento de nado forçado. Quando tratados com microdoses repetidas de DMT, os ratos apresentaram comportamento aumentado de extinção do medo e um fenótipo similar a um antidepressivo. Pode ser que a microdosagem também afete o metabolismo de roedores, pois os ratos machos ganharam uma quantidade significativa de peso corporal após o esquema de microdosagem. Apesar das descobertas significativas deste estudo, é necessário realizar mais pesquisas para entender os efeitos da microdosagem em animais e sua possível aplicação em seres humanos. 

## Desafios
A análise do comportamento da microdosagem concentra-se principalmente nos benefícios potenciais que os sujeitos experimentam. Poucos estudos, no entanto, examinaram os desafios enfrentados pelas pessoas adeptas à microdosagem. Uma pesquisa online anônima examinou os benefícios e os desafios de 278 pacientes em tratamento com microdosagem de psicodélicos. Os benefícios relatados pelos usuários foram semelhantes aos descritos em outros estudos: humor aprimorado, criatividade e foco aprimorado. O principal desafio (29,5%) entre os usuários foi a preocupação com a ilegalidade de substâncias psicodélicas e as conseqüências que podem resultar disso. Dentro da preocupação com a ilegalidade, fatores como o estigma social percebido, o custo da substância e a dosagem correta são levados em conta. Outros efeitos colaterais que os usuários enfrentam podem incluir desconforto psicológico, foco prejudicado, aumento da ansiedade e energia excessiva.  

## Microdosagem de psilocibina
A quantidade da microdose de um psicodélico é relativa à sua dose limiar. A dose limiar é a dose mínima de uma substância que produzirá um grau notável de qualquer efeito dado. Uma vez que a microdosagem de cogumelos mágicos é o uso de doses sub-perceptivas, a dosagem da microdose está abaixo da dose limiar. Idealmente, uma microdosagem de cogumelos mágicos não vai causar efeito substancial sobre o humor, a disposição ou a mentalidade. Em vez disso, seu impacto será sutil, mas presente. Para os cogumelos com psilocibina, uma microdosagem está entre 0,1gr. e 0,5gr.

## Legalidade
No Brasil, a psilocibina também é considerada uma substância ilegal e está sujeita a leis rigorosas de controle de drogas. A posse, distribuição ou produção de cogumelos que contêm psilocibina pode resultar em sérias penalidades, incluindo prisão. O Brasil segue uma linha mais conservadora no que diz respeito às substâncias psicoativas e ainda não há um movimento significativo em direção à legalização ou descriminalização da psilocibina, mesmo para usos terapêuticos.
O composto psicoativo encontrado em certos tipos de cogumelos alucinógenos, é considerada ilegal no Reino Unido. Ela está classificada como uma substância de Classe A, o que significa que a posse, distribuição ou produção dessa substância é proibida e sujeita a penas severas, incluindo prisão. Da mesma forma, em muitos outros países, como Estados Unidos e Austrália, a psilocibina também é estritamente regulamentada. 